# Moenkhausia celibela
Moenkhausia celibela är en fiskart som beskrevs av Marinho och Francisco Langeani 2010. Moenkhausia celibela ingår i släktet Moenkhausia och familjen Characidae. Inga underarter finns listade i Catalogue of Life.